# Toussaint (Sena Marítimo)
 Toussaint  es una población y comuna francesa, en la región de Alta Normandía, departamento de Sena Marítimo, en el distrito de Le Havre y cantón de Valmont.

## Demografía
| 397 | 384 | 454 | 743 | 741 | 679 |
| Para los censos de 1962 a 1999 la población legal corresponde a la población sin duplicidades (Fuente: INSEE [Consultar]) |     |     |     |     |     |